# 神惠王后
神惠王后（신혜왕후；?—?），柳氏，貞州人。高丽太祖的王后，三重大匡柳天弓之女。
柳天弓家富，同乡人稱他爲長者。太祖王建作弓裔的將軍，领兵過貞州。停馬在古柳下，柳氏立在路傍川上，王建見她有德容，問她：“汝誰氏女？”她回答：“此邑長者家女也。”王建在她家住宿，柳氏侍寢。王建走后，柳氏守志貞潔，剃髮爲尼。王建听说，召以爲夫人。弓裔末年，洪儒、裴玄慶、申崇謙、卜智謙到王建家，商議廢弓裔立王建为王。王建不想让妻子知道，对柳氏说：“園中豈有新瓜乎可摘來。”柳氏知其意，出從北门，潛入帳中。於是諸將表示了推戴之意，王建变色拒绝。柳氏從帳中出来对王建说：“擧義代虐自古而然。今聞諸將議，妾猶奮發，何况大丈夫乎？”手提铠甲为王建披上，諸將扶擁而出，王建遂卽位，建立高丽王朝。太祖十六年（933年），後唐明宗派遣太僕卿王瓊等來冊封王建为大義軍使、特進、檢校太保、使持節、玄菟州都督、上柱國、高麗國王，柳氏为河東郡夫人。柳氏死后，谥号神惠王后，葬在顯陵。

## 电视剧
- 《太祖王建》朴相兒（朝鲜语：박상아）扮演神惠王后